# Греко-римская борьба на летних Олимпийских играх 1948 — до 73 кг
Соревнования по греко-римской борьбе в рамках Олимпийских игр 1948 года в полусреднем весе (до 73 килограммов) прошли в Лондоне с 3 по 6 августа 1948 года в «Empress Hall».
Турнир проводился по системе с начислением штрафных баллов. За чистую победу штрафные баллы не начислялись, за победу по очкам борец получал один штрафной балл, за поражение по очкам со счётом 2-1 два штрафных балла, за поражение со счётом 3-0 или чистое поражение — три штрафных балла. Борец, набравший пять штрафных баллов, из турнира выбывал. Борцы, вышедшие в финал, проводили встречи между собой. В случае, если они уже встречались в предварительных встречах, такие результаты зачитывались. Схватка по регламенту турнира продолжалась 20 минут. Если в течение первых десяти минут не было зафиксировано туше, то судьи могли определить борца, имеющего преимущество. Если преимущество никому не отдавалось, то назначалось шесть минут борьбы в партере, при этом каждый из борцов находился внизу по три минуты (очередность определялась жребием). Если кому-то из борцов было отдано преимущество, то он имел право выбора следующих шести минут борьбы: либо в партере сверху, либо в стойке. Если по истечении шести минут не фиксировалась чистая победа, то оставшиеся четыре минуты борцы боролись в стойке.
В полусреднем весе боролись 16 участников. В отсутствие чемпиона Европы 1947 года Яшара Догу, который сконцентрировался на вольной борьбе, как таковых фаворитов не было. В финал без поражений дошли швед Йёста Андерссон и венгр Миклош Сильваши, и в финальной встрече победу одержал Андерссон. На следующих Олимпийских играх в финале будет та же пара, только Сильваши возьмёт реванш. Третье место занял выбывший в предпоследнем круге датчанин Хенрик Хансен

## Призовые места
- Йёста Андерссон
- Миклош Сильваши
- Хенрик Хансен

## Первый круг
| Штрафных баллов | Участник 1          | Результат    | Участник 2         | Штрафных баллов |
| --------------- | ------------------- | ------------ | ------------------ | --------------- |
| 1               | Миклош Сильваши     | 3-0          | Жюльен Доббелье    | 3               |
| 0               | Йозеф Шмидт         | Туше (6:13)  | Джеймс Уилсон      | 3               |
| 0               | Рене Шесню          | Туше (17:37) | Ник Фельген        | 3               |
| 1               | Альберто Лонгарелла | 2-1          | Роберт Диггельманн | 2               |
| 1               | Вейкко Мяникко      | 3-0          | Али Оздемир ¹      | 3               |
| 1               | Бьорн Кук           | 3-0          | Луиджи Ригамонти   | 3               |
| 0               | Хенрик Хансен       | Туше (17:37) | Кемаль Мунир       | 3               |
| 0               | Йёста Андерссон     | Туше (14:49) | Йохан Шоутен       | 3               |

¹ Снялся с соревнований

## Второй круг
| Штрафных баллов | Участник 1       | Результат    | Участник 2          | Штрафных баллов |
| --------------- | ---------------- | ------------ | ------------------- | --------------- |
| 3               | Жюльен Доббелье¹ | Туше (2:38)  | Джеймс Уилсон       | 6               |
| 2               | Миклош Сильваши  | 3-0          | Йозеф Шмидт         | 3               |
| 3               | Ник Фельген      | Туше (14:18) | Роберт Диггельманн  | 5               |
| 2               | Бьорн Кук        | 3-0          | Вейкко Мяникко      | 4               |
| 1               | Рене Шесню       | 3-0          | Альберто Лонгарелла | 4               |
| 3               | Луиджи Ригамонти | Туше (12:48) | Кемаль Мунир        | 6               |
| 1               | Йёста Андерссон  | 3-0          | Хенрик Хансен       | 3               |
| 3               | Йохан Шоутен²    | Пропускал    |                     |                 |

¹ Снялся с соревнований 

² Снялся с соревнований

## Третий круг
| Штрафных баллов | Участник 1      | Результат    | Участник 2          | Штрафных баллов |
| --------------- | --------------- | ------------ | ------------------- | --------------- |
| 2               | Миклош Сильваши | Туше (19:01) | Рене Шесню          | 4               |
| 4               | Йозеф Шмидт     | 3-0          | Ник Фельген         | 6               |
| 4               | Вейкко Мяникко  | Туше (3:48)  | Альберто Лонгарелла | 7               |
| 4               | Хенрик Хансен   | 3-0          | Бьорн Кук           | 5               |
| 2               | Йёста Андерссон | 3-0          | Луиджи Ригамонти    | 5               |

## Четвёртый круг
| Штрафных баллов | Участник 1      | Результат    | Участник 2     | Штрафных баллов |
| --------------- | --------------- | ------------ | -------------- | --------------- |
| 3               | Миклош Сильваши | 3-0          | Вейкко Мяникко | 7               |
| 4               | Хенрик Хансен   | Туше (12:10) | Йозеф Шмидт    | 7               |
| 3               | Йёста Андерссон | 3-0          | Рене Шесню     | 7               |

## Пятый круг
| Штрафных баллов | Участник 1      | Результат   | Участник 2    | Штрафных баллов |
| --------------- | --------------- | ----------- | ------------- | --------------- |
| 3               | Миклош Сильваши | Туше (8:36) | Хенрик Хансен | 7               |
| 3               | Йёста Андерссон | Пропускал   |               |                 |

## Финал
| Штрафных баллов | Участник 1      | Результат | Участник 2      | Штрафных баллов |
| --------------- | --------------- | --------- | --------------- | --------------- |
|                 | Йёста Андерссон | 3-0       | Миклош Сильваши |                 |